# Billete de diez mil colones de 1998
El billete de diez mil colones de 1998 es parte del sistema monetario de Costa Rica y lo emite el Banco Central de Costa Rica a partir de ese año. Solamente se emite la serie A, con distintas fechas. Contiene en el anverso el retrato de la educadora Emma Gamboa Alvarado, Benemérita de la Patria, combinado con cuatro de los volcanes de mayor atracción turística del país: el Irazú, el Poás , el Arenal y el Rincón de la Vieja; por el reverso tiene grabada la imagen de un jaguar y su color predominante es el azul.
De conformidad con el Banco Central de Costa Rica, la inclusión por primera vez de una mujer en los billetes de Costa Rica emitidos por esa entidad, es producto de un reconocimiento social del aporte de las mujeres al desarrollo del país. La primera emisión fue impresa por la François-Charles Oberthur Group y tiene un tamaño de 155 milímetros de largo por 65 milímetros de ancho, en papel de algodón.
El diseño del billete fue realizado por el estudiante de Artes Gráficas de la Universidad de Costa Rica, Marco Morales Salazar. En 2010, el tipo de cambio promedio en Costa Rica es de ₡500 por $1,00 siendo este billete equivalente aproximadamente a $20,00. También a partir de 2010 comenzó la sustitución de todos los billetes por una nueva familia con diferentes colores, diseños y tamaños, iniciando con la introducción del billete de veinte mil colones de 2010 en agosto.

## Detalle de emisiones

### Emisión de 1993-1997
Catálogo # 267
Impreso por François-Charles Oberthur Group.
Serie A
- 30 de junio de 1997 (circulado en 1998)
- 20 de marzo de 2002
- 27 de septiembre de 2004
- 14 de septiembre de 2005

## Familia de billetes
La nueva familia de billetes tiene seis denominaciones: ¢1.000, ¢2.000, ¢5.000, ¢10.000, ¢20.000 y ¢50.000.
Se le llama “familia” de billetes pues todos tienen los elementos colocados en la misma posición. En 2011 solamente están en circulación las denominaciones de ¢1.000, ¢2.000 y ¢20.000. Permanecen circulando las viejas denominaciones de ¢5.000 y ¢10.000, donde los personajes y las denominaciones varían de lugar entre un billete y otro.
Los billetes son de diferente tamaño con el fin de ayudar a las personas no videntes y a quienes tienen problemas de visión a distinguirlos mejor, según una instrucción que giró la Sala Constitucional. Cada billete hace referencia a uno de los seis ecosistemas que existen en Costa Rica y tienen impresos en el anverso a beneméritos de la Patria.
La empresa que fabrica estos nuevos billetes es Oberthur Technologies, cuyas instalaciones se ubican en Rennes, Francia.
| Denominación    | Efigie                  | Color predominante | Dimensiones | Imagen del anverso | Imagen del reverso |
| --------------- | ----------------------- | ------------------ | ----------- | ------------------ | ------------------ |
| ₡1.000 Serie 'A | Braulio Carrillo Colina | Rojo               | 125 x 67 mm |                    |                    |
| ₡2.000 Serie A  | Mauro Fernández Acuña   | Azul               | 132 x 67 mm |                    |                    |
| ₡5.000 Serie C  | Chamán                  | Celeste            | 156 x 66 mm |                    |                    |
| ₡10.000 Serie A | Emma Gamboa Alvarado    | Azul               | 156 x 66 mm |                    |                    |
| ₡20.000 Serie A | Carmen Lyra             | Naranja            | 153 x 67 mm |                    |                    |